# Бургбернгайм
Бургбернгайм (нім. Burgbernheim) — місто в Німеччині, розташоване в землі Баварія. Підпорядковується адміністративному округу Середня Франконія. Входить до складу району Нойштадт-на-Айші–Бад-Віндсгайм. Центр об'єднання громад Бургбернгайм.
Площа — 42,32 км2. Населення становить 3368 ос. (станом на 31 грудня 2020).